# Red Dorsal Nacional de Fibra Óptica Perú
El proyecto de la Red Dorsal Nacional de Fibra Óptica Perú consiste en el diseño, despliegue y operación de una red de fibra óptica de más de 13,500 kilómetros que conectará a Lima con 22 capitales de región y 180 capitales de provincia. El monto de inversión estimada es de US$ 323 millones.
La Red Dorsal Nacional de Fibra Óptica es el complemento para las bandas de tecnología 4G LTE por la calidad y cantidad de datos que se podrán transmitir a altas velocidades. Asimismo, permitirá reducir los costos de acceso a Internet hasta en un 80%, mejorando la calidad de vida de todos los peruanos.
Este Mega Proyecto fue puesto en etapa de promoción mediante la ley N° 29904 " Promoción de la Banda Ancha y construcción de la Red Dorsal Nacional de Fibra óptica" TV Azteca - Tendai logró la concesión de la Red Dorsal de Fibra Óptica. El Ministerio de Economía y Finanzas (MEF) aprobó otorgar, mediante contrato, las seguridades y garantías del Estado peruano a favor de la empresa Azteca Comunicaciones Perú, para que proteger las adquisiciones e inversiones que realice para ejecutar las obras del proyecto Red Dorsal Nacional de Fibra Óptica. 

## Antecedentes
El estado declaró en 2011 de necesidad nacional y de ejecución prioritaria por parte de la Agencia de Promoción de la Inversión Privada - PROINVERSIÓN, el proceso de promoción de la inversión privada del Proyecto “Desarrollo de la Banda Ancha y masificación de la fibra óptica en zonas rurales y lugares de preferente interés social del país: Proyectos Cobertura Universal Sur, Cobertura Universal Norte y Cobertura Universal Centro”.

## Ubicación
A nivel nacional. Se proyecta la instalación, operación y mantenimiento de aproximadamente 13 500 km de fibra óptica, para conectar a 22 capitales de región y 180 capitales de provincia del país. También permitirá dar servicios de Telefonía Pública, Telefonía de Abonados y acceso a Internet a 782, 90 y 758 centros poblados, respectivamente.

## Beneficios
Las compañías de telefonía móvil e Internet tendrán costos menores de transporte de señales de telecomunicaciones. Esto les permitirá bajar sus tarifas de servicios finales al público tales como Internet, telefonía fija, móvil, TV, etc.
La tarifa de transporte por fibra óptica que cobrará el concesionario a las empresas de servicios públicos de telecomunicaciones será de US$ 27 por megabit/s (Mbps) por mes. Osiptel regulará la tarifa del servicio portador al concesionario y velará por que este beneficio llegue a los usuarios de los servicios.

## Cobertura
. COBERTURA UNIVERSAL NORTE - RED DORSAL
El Proyecto es una solución mixta de red de fibra óptica y una red inalámbrica para el acceso a los servicios de telecomunicaciones a las localidades beneficiadas por el Proyecto, que abarca los departamentos de Amazonas, Cajamarca, Lambayeque, La Libertad, San Martín y parte de Ancash y Huánuco, las cuales hacen un recorrido total de 1,950 km. El proyecto llegará a 288 localidades.
. COBERTURA UNIVERSAL CENTRO - RED DORSAL
El Proyecto interconectará a todas las regiones del centro del Perú llegando con fibra óptica hasta las capitales de provincia y una red con enlaces de radio frecuencia que permita llegar a cubrir la mayor cantidad de localidades en las diferentes regiones. Comprenderá los departamentos de Ancash, Lima, Junín, Pasco, Ucayali y Huánuco, las cuales hacen un recorrido total de 2,600 km aproximadamente. El proyecto integrará y brindará servicios de telecomunicaciones a 477 localidades.
. COBERTURA UNIVERSAL SUR - RED DORSAL
El proyecto partirá desde Lima (para brindar la interconexión) y abarca los departamentos de Junín, Huancavelica, Ayacucho, Ica, Apurímac, Cusco, Arequipa y Puno, las cuales hacen un recorrido total de 3,500 km aproximadamente.
El proyecto integrará y brindará servicios de telecomunicaciones a 571 localidades.
La fibra óptica es un medio de transmisión, empleado habitualmente en redes de datos, consistente en un hilo muy fino de material transparente, vidrio o materiales plásticos, por el que se envían pulsos de luz que representan los datos a transmitir. El haz de luz queda completamente confinado y se propaga por el interior de la fibra con un ángulo de reflexión por encima del ángulo límite de reflexión total, en función de la ley de Snell. La fuente de luz puede ser láser o un led.

## Características Técnicas
- El uso de la tecnología DWDM. Se exigen velocidades de 100 Gbps en la Red Core.
- 24 hilos de fibra óptica. Que aseguran redundancia y escalabilidad hacia el futuro.
- Protocolos: MPLS, IPv4, IPv6, BGP.
- Uso de las redes de alta y media tensión existentes. Gracias a la Ley 29904, Ley de Banda Ancha.

## Red Metropolitana
Su Red Metropolitana de Alta Velocidad se basa en un anillo 100% de fibra óptica que recorre, prácticamente, toda la ciudad de Lima y el Callao. El anillo consta de 4 nodos de comunicación que forman la capa core de la red, en ella usamos tecnología de transmisión Gigabit Ethernet en topología redundante, que evita la pérdida de comunicación en el caso fortuito de que una de las interfaces de interconexión del anillo principal dejase de funcionar. Al ser su protocolo de transmisión igual al utilizado dentro de las redes locales Ethernet, se previene retrasos adicionales ocasionados por los cambios de los mismos, lo que normalmente sucede en el mercado actual al utilizarse diferentes protocolos de transmisión en cada una de las capas de red. En el caso de requerir velocidades de conexión mayores, enlazamos directamente a los usuarios finales con los nodos principales, mejorando la latencia y brindando hasta 1000 Mbps (1 Gbps) por segundo de capacidad de transmisión. Una vez en el anillo metropolitano tienen acceso a un bus de comunicaciones de 4 Gbps por segundo (4000 Mbps).